# John Coltrane with the Red Garland Trio
John Coltrane with the Red Garland Trio – trzeci album Johna Coltrane’a jako leadera, wydany przez wytwórnię Prestige Records w 1958.
Nagrań dokonano w studiu Rudy’ego Van Geldera w Hackensack 23 sierpnia 1957. W 1961 album został wydany pod nazwą Traneing In.
Reedycja płyty na CD została wydana w serii Original Jazz Classics przez Fantasy Records.

## Lista utworów
Strona A
| 1. | „Traneing In” (John Coltrane)  | 12:30 |
|    |                                |       |
| 2. | „Slow Dance” (Alonzo Levister) | 5:26  |
|    |                                |       |
|    |                                | 17:56 |
|    |                                |       |
Strona B
| 3. | „Bass Blues” (John Coltrane)                                  | 7:42  |
|    |                                                               |       |
| 4. | „You Leave me Breathless” (Friedrich Hollaender, Ralph Freed) | 7:22  |
|    |                                                               |       |
| 5. | „Soft Lights and Sweet Music” (Irving Berlin)                 | 4:40  |
|    |                                                               |       |
|    |                                                               | 19:44 |
|    |                                                               |       |

## Twórcy
- John Coltrane – saksofon tenorowy
- Red Garland – fortepian
- Paul Chambers – kontrabas
- Art Taylor – perkusja